# Cristalización fraccionada (química)
En química, la cristalización fraccionada es un método de purificación de sustancias basado en las diferencias de solubilidad. Si dos o más sustancias están disueltas en un disolvente y éste se va evaporando, dichas sustancias cristalizan en la disolución (precipitan) a diferentes velocidades. La cristalización puede ser inducida por cambios en la concentración, la temperatura o por otros medios. 
En la cristalización fraccionada el compuesto se mezcla con un disolvente, se calienta y luego se enfría gradualmente a fin de que, como cada uno de sus componentes cristaliza a diferente velocidad, se puede eliminar en forma pura de la disolución,separado de los demás compuestos.
Esta técnica se utiliza a menudo en ingeniería química para obtener sustancias muy puras, o para recuperar los productos vendibles a partir de disoluciones de residuos.
La cristalización fraccionada puede ser utilizada para la purificación de sustancias o para el análisis químico.